# 卡洛斯·罗德里格斯 (足球运动员)
卡洛斯·阿尔韦托·罗德里格斯（西班牙語：Carlos Alberto Rodríguez，1997年1月3日—），墨西哥男子足球运动员，司职中场。他曾代表墨西哥国奥队参加2020年夏季奥林匹克运动会足球比赛，获得一枚铜牌。